# Refugio de fauna de la Laguna de San Juan
La laguna de San Juan es un refugio de fauna del sur de la Comunidad de Madrid, en España. Se ubica dentro del término municipal de Chinchón.

## Descripción
Las especiales circunstancias que concurren en la laguna de San Juan y su entorno, importante zona húmeda del sur de la Comunidad de Madrid, situada en la margen izquierda del río Tajuña, en el término municipal de Chinchón, y cuya vegetación presenta una diferenciación clara entre la zona del páramo y el cantil, la zona de vega y la zona aluvial donde se sitúa la laguna, la convierten en un preciado lugar de nidificación, descanso, refugio e invernada de una gran cantidad y variedad de aves acuáticas.

## Delimitación

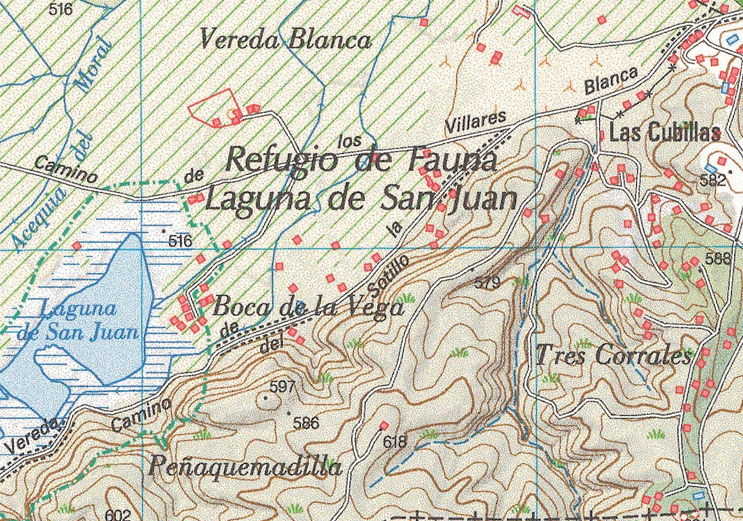
Mapa de ubicación

El refugio de fauna de la Laguna de San Juan y su entorno, con una superficie aproximada de 47 hectáreas; linda: al norte, desde 50 metros del margen de la laguna en su extremo superior continuando a derecha e izquierda de este punto con la distancia arriba indicada y en direcciones sursudeste y oesudoeste, respectivamente; al este, continuando en dirección sursudeste con 50 metros de separación del margen de la laguna hasta el camino del Sotillo, y por la línea de máxima pendiente hasta el mogote de cota 579 al sur, desde el mogote de cota 579, incluido éste, continuando en dirección oesudoeste, por los farallones que vierten a la laguna, manteniendo una altura media entre la cota 575 y 550, terminando en la dolina situada en la cota 545, y al oeste, desde la dolina situada en la cota 545, incluida totalmente ésta, por la línea de máxima pendiente hasta el camino del Sotillo, continuando en dirección este-noroeste con 50 metros de separación del margen de la laguna hasta el primer punto.

## Estatus
Fue declarada refugio de fauna el 14 de febrero de 1991, mediante un decreto publicado el día 18 de ese mismo mes en el Boletín Oficial de la Comunidad de Madrid con la rúbrica del presidente de la comunidad autónoma, Joaquín Leguina, y del consejero de Presidencia, Agapito Ramos.